# Julio Awad
Julio Awad (Buenos Aires, Argentina, 3 de abril de 1977) es un pianista, compositor y director musical argentino dedicado fundamentalmente al teatro musical y la música instrumental. 

## Biografía
Julio Awad estudió piano desde los siete años en el Conservatorio Nacional López Buchardo de Buenos Aires. Posteriormente, se formó en composición, arreglos y dirección orquestal bajo la tutela de Juan Carlos Cirigliano y Lito Valle, entre otros maestros. A los 16 años inició su carrera profesional componiendo música para programas de televisión y obras teatrales en Argentina: es el caso de Movete con Carmen Barbieri (1999) para el Canal 2 América TV, o de El gran debut (1993-1999), Folclorísimo (1996-1999), La noche del domingo (1994-1998), Siete días (1997), A la cama con Yuyito (1998), Tribuna caliente (1998) o Tango 2000 (1999), estos últimos para el Canal 7 de Buenos Aires.
En el año 2000, se trasladó a España, donde ha desarrollado gran parte de su carrera coincidiendo con el auge de las producciones españolas de teatro musical; así, es frecuente su colaboración con el director de escena Jaime Azpilicueta, junto a quien escenifica Sonrisas y lágrimas, Evita o Sunset Boulevard, entre otras. También ha compuesto la música original de obras como Eduardo II, ojos de niebla, de Alfredo Cernuda, dirigida asimismo por Azpilicueta. Además colabora en repetidas ocasiones con el dramaturgo Juan Carlos Rubio, junto a quien dirige musicalmente espectáculos como Iba en serio, con Jorge Javier Vázquez; En tierra extraña, sobre una relación imaginaria entre Federico García Lorca, Rafael de León y Concha Piquer que supuso el debut teatral de Diana Navarro; o El novio de España, obra sobre la amistad entre Luis Mariano y Carmen Sevilla.
En 2024, la Academia de las Artes Escénicas le concedió el Premio Talía 2024 a la Mejor Dirección Musical por la versión española de El Fantasma de la Ópera. En 2015 obtuvo el premio BroadwayWorld Spain a la Mejor Dirección Musical por Priscilla, reina del desierto. Además ha recibido en dos ocasiones el Premio del Teatro Musical a la Mejor Dirección Musical: por Sonrisas y lágrimas y por Iba en serio.

## Carrera
Además de su labor en el teatro musical, ha trabajado como compositor, arreglista y director musical de artistas como Paloma San Basilio e Isabel Pantoja, participando en giras y conciertos, como es el caso de Gira 50 aniversario. También ha compuesto y grabado música original, destacando su álbum Thousand Miles, en el que fusiona estilos de jazz y new age con la participación de músicos como Mark Egan. Paul Wertico, Peter Erskine, John Patitucci, Michael Ruff.
En España ha compuesto la música de varias películas y cortometrajes dirigidos por Bernabé Rico: Todos mis padres (2019), Intermedio (2020), por la que obtiene en 2021 el premio a la mejor música original de la Semana de Cine Corto de Sonseca, y El inconveniente (2020). También compone la banda sonora del documental de José Manuel Gómez Vidal Velázquez, el poder y el arte (2022).
También ha trabajado como arreglista y compositor en producciones televisivas españolas desde 2010, cuando se encarga de los arreglos y dirección de la serie Cántame cómo pasó. Sus trabajos más recientes para televisión son Travesuras de la niña mala (2023), Se llamaba Pedro Infante (2023) o Las pelotaris 1926 (2023), así como las canciones adicionales de 548 días: captada por una secta (2023)

## Dirección de teatro musical (selección)
2024: El novio de España, de Juan Carlos Rubio
2023: El fantasma de la Ópera, de Andrew Lloyd Webber, Charles Hart y Richard Stilgoe
2023: Charlie y la fábrica de chocolate, de David Craig, Marc Shaiman y Scott Wittman
2023: Ghost, el musical, de Bruce Joel Rubin, Dave Stuart y Glen Ballard
2021: En tierra extraña, de Juan Carlos Rubio
2021: Kinky Boots, de Cindy Lauper y Harvey Fierstein
2019: Ghost, de Bruce Joel Robin, Dave Stewart y Glen Ballard
2018: El jovencito Frankenstein, de Mel Brooks y Thomas Meehan
2017: Sunset Boulevard, de Andrew Lloyd Webber, Don Black y Christopher Hampton
2016: Iba en serio, de Juan Carlos Rubio.
2015: Evita, de Andrew Lloyd Webber y Tim Rice
2014: Priscilla, reina del desierto, de Stephan Elliot y Allan Scott
2014: Sonrisas y lágrimas, de Richard Rogers y Oscar Hammerstein II
2011: Avenue Q, de Jeff Whitty, Robert Lopez y Jeff Marx

## Discografía
2024: La leyenda del tiempo. Junto a Israel Fernandez
2024: 80's TV Shows Rhodes E.P.
2024: 50 aniversario. Junto a Isabel Pantoja
2023: De la Piquer a la Navarro. Junto a Diana Navarro
2021: Leo Junto a Estrella Morente
2020: Canciones que me gustan Junto a Isabel Pantoja
2019: Más cerca Junto a Paloma San Basilio
2008: Thousand Miles

## Reconocimientos
- Premio Talía 2024 a la Mejor Dirección Musical en Teatro Musical por El Fantasma de la Ópera.
- Premio a la Mejor Música Original de la Semana de Cine Corto de Sonseca 2021 por Intermedio.[24]
- Premio del Teatro Musical 2016 a la Mejor Dirección Musical por Iba en serio[25]
- Premio del Público BroadwayWorld Spain 2015 por Priscilla Reina del Desierto.
- Premio del Teatro Musical 2014 a la Mejor Dirección Musical por Sonrisas y lágrimas[26]